# Motru (flod)
Motru er en højre biflod til floden Jiu i det sydvestlige Rumænien. Den løber ud i Jiu i Gura Motrului, nær byen Filiași. Den er 134 km lang og dens afvandingsområde er 1.895 km².

## Byer og landsbyer
Følgende byer ligger langs floden Motru, fra kilden til mundingen: Padeș, Cătunele, Motru, Broșteni, Strehaia, Butoiești

## Bifloder
Følgende floder er bifloder til floden Motru (fra kilden til mundingen):
Venstre: Frumosu, Valea Râsului, Cărpinei, Valea Mare, Lupoaia, Ploștina, Stângăceaua
Til højre: Mileanu, Scărișoara, Motrul Sec, Brebina, Crainici, Peșteana, Lupșa, Coșuștea, Jirov, Cotoroaia, Hușnița, Slătinic, Tălăpan

## Historie
Det gamle dakiske navn på floden var Amutria, som er enslydende med en bebyggelse i området. Den dakiske by Amutria er nævnt i gamle kilder som Ptolemæus' Geographia (ca. 150 e.Kr.) og Tabula Peutingeriana (2. århundrede e.Kr.) og placeret ved floden. Efter den romerske erobring af Dakien var Amutria en del af et vigtigt vejnet mellem Drubetis og Pelendava.